# II Ульпиева Аурианская ала
II Ульпиева Аурианская ала (лат. Ala II Ulpia Auriana) — вспомогательное подразделение армии Древнего Рима.
Данное подразделение, по всей видимости, было сформировано по приказу императора Траяна для войны с Дакией. Предположительно, его ядром были солдаты, служившие в I Аурианской але испанцев, дислоцировавшейся в Реции. Точно неизвестно, когда ала была переброшена в Каппадокию, где пребывала практически всё время своего существования. Подразделение, вероятно, принимало участие в Парфянском походе Траяна. Около 135 года ала участвовала в войне легата пропретора Каппадокии Арриана против аланов. В конце IV века, согласно Notitia Dignitatum, подразделение находилось в Даскусе. До этого, возможно, оно дислоцировалось неподалеку от Зимары.